# Корчаківка (станція)
Корчакі́вка — проміжна залізнична станція Сумської дирекції Південної залізниці на одноколійній неелектрифікованої лінії Баси — Пушкарне між станціями Золотницький (8,5 км) та Краснопілля (9,7 км). Розташована в селі Самотоївка Сумського району Сумської області.

## Пасажирське сполучення
На станції Корчаківка зупиняються приміські поїзди сполученням Суми — Краснопілля.